# 1404

## مواليد
- ليون باتيستا ألبيرتي
- مراد الثاني
- محمد بن سليمان الجزولي

## وفيات

### سبتمبر
- 27 سبتمبر - ويليام أوف ويكهام، مهندس معماري وكاهن كاثوليكي وسياسي وقاضي أسس كلية نيو كوليج.

### أكتوبر
- 10 أكتوبر - بونيفاس التاسع.